# زایمان در غنا
زایمان در غنا (انگلیسی: Childbirth in Ghana) اغلب به‌عنوان یک رویداد شاد و مبارک دیده می‌شود، زیرا کودکان نمایانگر ثروت، جایگاه اجتماعی و ادامه نسل هستند. زنان باردار معمولاً از امتیازات خاصی برخوردارند و به‌عنوان موجوداتی زیبا، شکننده و آسیب‌پذیر در برابر ارواح شیطانی در نظر گرفته می‌شوند. به همین دلیل، زنان ممکن است برای حفاظت از جنین خود یا افزایش شانس بارداری، از یک فرد مذهبی یا معنوی برای راهنمایی مشاوره بگیرند. برای مثال، مردم آکان ممکن است در دوران بارداری عروسک‌های اکوآبا، که نماد باروری است، حمل کنند تا اطمینان حاصل کنند که بچه‌ای سالم و زیبا به دنیا می‌آورند که ویژگی‌های اغراق‌شده عروسک را به ارث برده است.

## ناباروری
به دلیل اهمیت فرهنگی و اجتماعی داشتن فرزند، ناباروری در غنا می‌تواند ویرانگر باشد. در طول سال‌ها، مردم غنا باور دارند که هم بیماری‌های جسمی و هم بیماری‌های روحی علت ناباروری هستند. برخی افراد معتقدند که رحم ممکن است خیلی گرم یا خیلی سرد باشد و قادر به نگهداری یک نوزاد در حال رشد نباشد. دیگران معتقدند که علت ناباروری آنها جادو و سحر است، و این باور غالباً توسط روحانیان سنتی تأیید می‌شود که می‌گویند زن می‌تواند از نفرین یک جادوگر رها شده و اجازه بارداری پیدا کند اگر روحانی مراسمی را انجام دهد و از خدایان باروری بپرسد که چگونه می‌توان آن‌ها را راضی کرد.
دیگر باورهای معنوی در مورد ناباروری شامل این باور است که ناباروری ناشی از نافرمانی زن نسبت به خداوند است که درمان آن دعا و توبه است. زنانی که به دستیاران زایمان سنتی مراجعه می‌کنند احتمالاً گفته می‌شود که دعا دارویی برای ناباروری است، اگرچه آن‌ها به این نکته اذعان می‌کنند که گاهی ناباروری ناشی از یک بیماری جسمی است. در این موارد، دستیار زایمان سنتی ممکن است ناباروری را به دردهای معده نسبت دهد و از زن بخواهد به بیمارستان رفته و داروهایی که پزشک تجویز کرده است را مصرف کند.

## مراقبت‌های پیش از زایمان
تأثیرات فرهنگی و ویژگی‌های اجتماعی-جمعیتی نقش مهمی در تصمیم‌گیری زنان برای دریافت خدمات بهداشت مادر و کودک ایفا می‌کنند. این تأثیرات و ویژگی‌ها شامل سطح تحصیلات، تعلق مذهبی، منطقه محل سکونت، قومیت و شغل می‌شود. در بیشتر جوامع، خدمات بهداشت مادر و کودک همزمان با مراقبت‌های بهداشتی سنتی بومی وجود دارد و زنان باردار در این مناطق روستایی ممکن است بین پزشکی مدرن، گیاه‌درمانگران، دعاکنندگان و معنویون برای مراقبت انتخاب کنند. استفاده از پزشک برای مراقبت‌های پیش از زایمان در میان زنانی که در مناطق روستایی بزرگتر آکرا و مناطق شمالی و بالایی غنا زندگی می‌کنند، پایین است. ۲۳٫۱ درصد از زنان پروتستان و کاتولیک و ۱۰٫۳ درصد از زنان سنتی برای مراقبت پیش از زایمان به پزشک مراجعه می‌کنند.
بیشتر زنان معتقدند که مراقبت پیش از زایمان از یک حرفه‌ای بهداشتی ضروری است تا از طبیعی بودن بارداری خود مطمئن شوند، وضعیت صحیح جنین را بررسی کنند، زمان تولد را پیش‌بینی کنند، واکسیناسیون ضد کزاز دریافت کنند، بیماری‌های احتمالی در دوران بارداری را تشخیص دهند و درمان کنند و مشاوره تغذیه‌ای دریافت کنند. موانع برای مراجعه به مراقبت‌های پیش از زایمان شامل زمان سفر و فاصله از مراکز بهداشتی، هزینه بالا و ساعات نامناسب عمل کلینیک‌ها است. برخی زنان همچنین نمی‌خواستند تا ماه سوم بارداری خود را به دیگران نشان دهند و تا آن زمان برای مراقبت پیش از زایمان صبر می‌کردند. مراقبت ارزان از دستیاران زایمان سنتی شامل مراقبت‌های معمول پیش از زایمان بود، اما دستیاران غیرآموزش‌دیده و درمانگران سنتی مراقبت پیش از زایمان ارائه نمی‌دادند.

## باورها و آداب غذایی در دوران بارداری

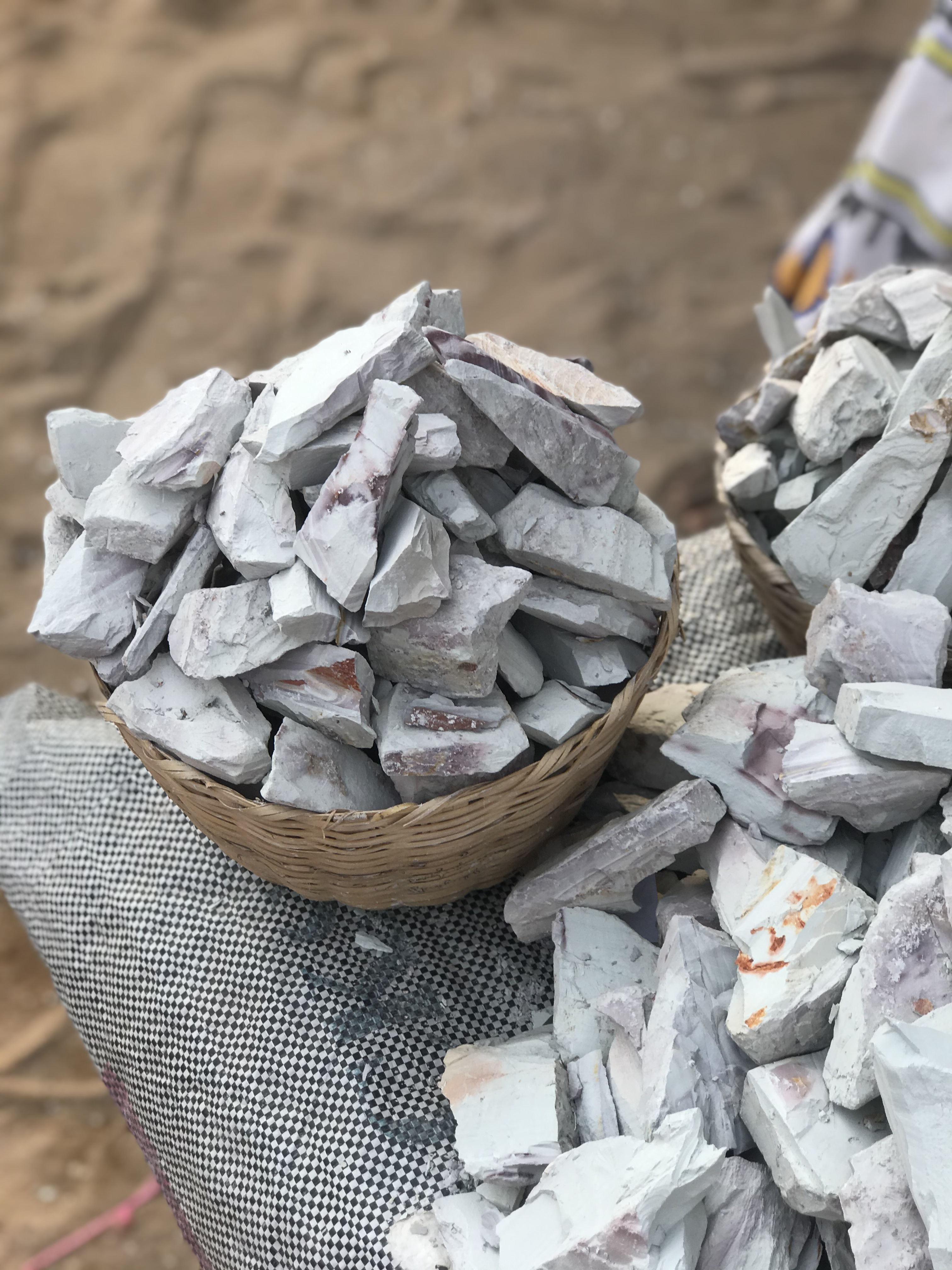
آیلو سفالی پخته شده که توسط زنان باردار در غنا مصرف می‌شود.

اطلاعات در مورد تغذیه در غنا از طریق آموزش رسمی، خدمات بهداشت جامعه، دوستان و خانواده‌ها، آداب فرهنگی، سنت‌ها و باورهای جامعه به دست می‌آید. بیشتر غذاهایی که زنان غنایی در دوران بارداری مصرف می‌کنند، غذاهایی هستند که به‌طور عمومی در رژیم غذایی غنایی رایج هستند، مانند سبزیجات برگ سبز، گوشت‌ها، ماهی، میوه‌ها و حبوبات. آن‌ها همچنین غذاهای خارجی مانند محصولات لبنی، بیسکوییت و نوشیدنی‌هایی مانند چای و مخلوط‌های پودری مصرف می‌کنند.
غذاهای خامی که در دوران بارداری توصیه می‌شود عبارتند از: موز، پرتقال، پاپایا، آناناس، هویج، کلم، کاهو، عسل و دیگر سبزیجات. غذاهای پخته‌شده شامل خوراک لوبیا با روغن نخل و برنج سفید پخته شده، نان، ماهی سرخ‌شده، ماکرل دودی، حلزون در سوپ، خورش با تخم‌مرغ و سبزیجات، سوپ خرما با فوفو و برنج، و خورش نکن‌تومیر که از روغن نخل و کاساوا شیرین پخته شده یا پلاتان یا یام تهیه می‌شود، می‌باشد. باورهای مربوط به غذاهای مفید در دوران بارداری مبتنی بر درک آن‌ها از این است که برخی غذاها می‌توانند از کم‌خونی جلوگیری کنند، قدرت بدنی را افزایش دهند، از رشد جنین حمایت کنند و اختلالات فیزیولوژیکی را به حداقل برسانند.
زنان در غنا همچنین معتقدند که برخی غذاها باید در دوران بارداری اجتناب شوند. بیشتر زنان موافقند که چربی و شکر زیاد در دوران بارداری مضر است، و زنان فانت و آکواپیم باور دارند که برخی غذاها باید از آن‌ها دوری شود، از جمله نیشکر، نارگیل، پرتقال، آناناس، فلفل تند، سوپ بادام زمینی، تخم‌مرغ، غذاهای با چربی و شکر بالا، روغن‌های آشپزی، نمک و خاک.

## سقط جنین و استفاده از روش‌های پیشگیری از بارداری
در سال ۱۹۸۵، قانون سقط جنین در غنا تصویب شد که اجازه سقط جنین قانونی و ایمن توسط یک پزشک متخصص را برای بارداری‌هایی که ناشی از تجاوز یا فامیلی نزدیک بوده، در صورتی که بارداری جان زن یا سلامت جسمی یا روانی او را تهدید کند، یا اگر خطرات قابل توجهی وجود داشته باشد که جنین دچار ناهنجاری‌های فیزیکی شدید یا بیماری‌های مهلک شود، فراهم کرد. بسیاری از زنان در غنا از این که سقط جنین در کشورشان قانونی است، آگاه نیستند و تمایل دارند که از ارائه‌دهندگان سقط جنین ناامن استفاده کنند و پس از آن از مراقبت‌های غیرایمن برخوردار شوند. در نتیجه، بیش از ۱۱٪ از مرگ‌های مادرانه ناشی از سقط جنین ناامن است که این امر دومین علت مرگ زنان در غنا به‌شمار می‌رود.
طبق نظرسنجی سلامت مادرانه غنا در سال ۲۰۰۷، ۷٪ از تمام بارداری‌ها به سقط جنین منتهی می‌شود. وقوع سقط جنین در زنانی که بین ۲۰ تا ۲۴ سال دارند، زنان تحصیل‌کرده و ثروتمند، و زنان مقیم در مناطق شهری بیشتر است. استفاده از روش‌های پیشگیری از بارداری در غنا پایین است و حدود ۲۴٪ از زنان در سال ۲۰۰۸ از این روش‌ها استفاده می‌کنند. ۳۵٪ از زنان متأهل در غنا به روش‌های پیشگیری از بارداری نیاز دارند، اما از هیچ‌یک استفاده نمی‌کنند.

## کار زایمان

### باورهای سنتی در مورد کار زایمان
مردم معتقد بودند که زنانی که به شوهران خود وفادار نبوده‌اند، زایمان طولانی‌تری خواهند داشت، و درمانگران سنتی مرد می‌گفتند که یک زن بی‌وفا باید به هر فرد در اتاق زایمان بگوید که با چند مرد غیر از شوهرش رابطه جنسی داشته تا بتواند بچه را به دنیا بیاورد. دیگر باورها و آداب سنتی مربوط به زنان در حال زایمان شامل استفاده از گیاهان خاص برای زمانی بود که بند ناف دور گردن جنین پیچیده بود یا برای وضعیت بریچ، ریختن آب داغ روی شکم و مالیدن بامیه بر روی واژن برای تسریع زایمان، دادن بطری به زنانی که نمی‌توانستند جفت را به دنیا بیاورند تا آن را مجبور به بیرون آمدن کنند، و قرار دادن یک کدو پر از آب داغ روی شکم برای جلوگیری از خونریزی پس از زایمان و خون‌ریزی بود. اگرچه بسیاری از مردم از این باورها و آداب سنتی اطلاعات گسترده‌ای دارند، اما بسیاری از آن‌ها بیان می‌کنند که دیگر از این آداب استفاده نمی‌کنند.

## زایمان
بیشتر زایمان‌ها در غنا توسط افراد غیرمتخصص، از جمله ماماهای سنتی، انجام می‌شود و بیشتر ماماهای سنتی در مناطق روستایی، کشاورزان مسن بی‌سواد هستند.
بسیاری از زنان به دلیل هزینه کمتر و به این دلیل که ماماهای سنتی در همان جامعه زندگی می‌کنند و می‌توانند سریعاً کمک کنند، ماماهای سنتی را انتخاب می‌کنند. این افراد معمولاً در حمام کردن نوزاد، مشاوره در مورد شیردهی و مراقبت از نوزاد کمک می‌کنند. ماماهای سنتی در موارد زایمان‌های ساده کمک کرده و قادرند زنان را در صورت بروز مشکلات به مراکز بهداشتی ارجاع دهند.

### مکان زایمان

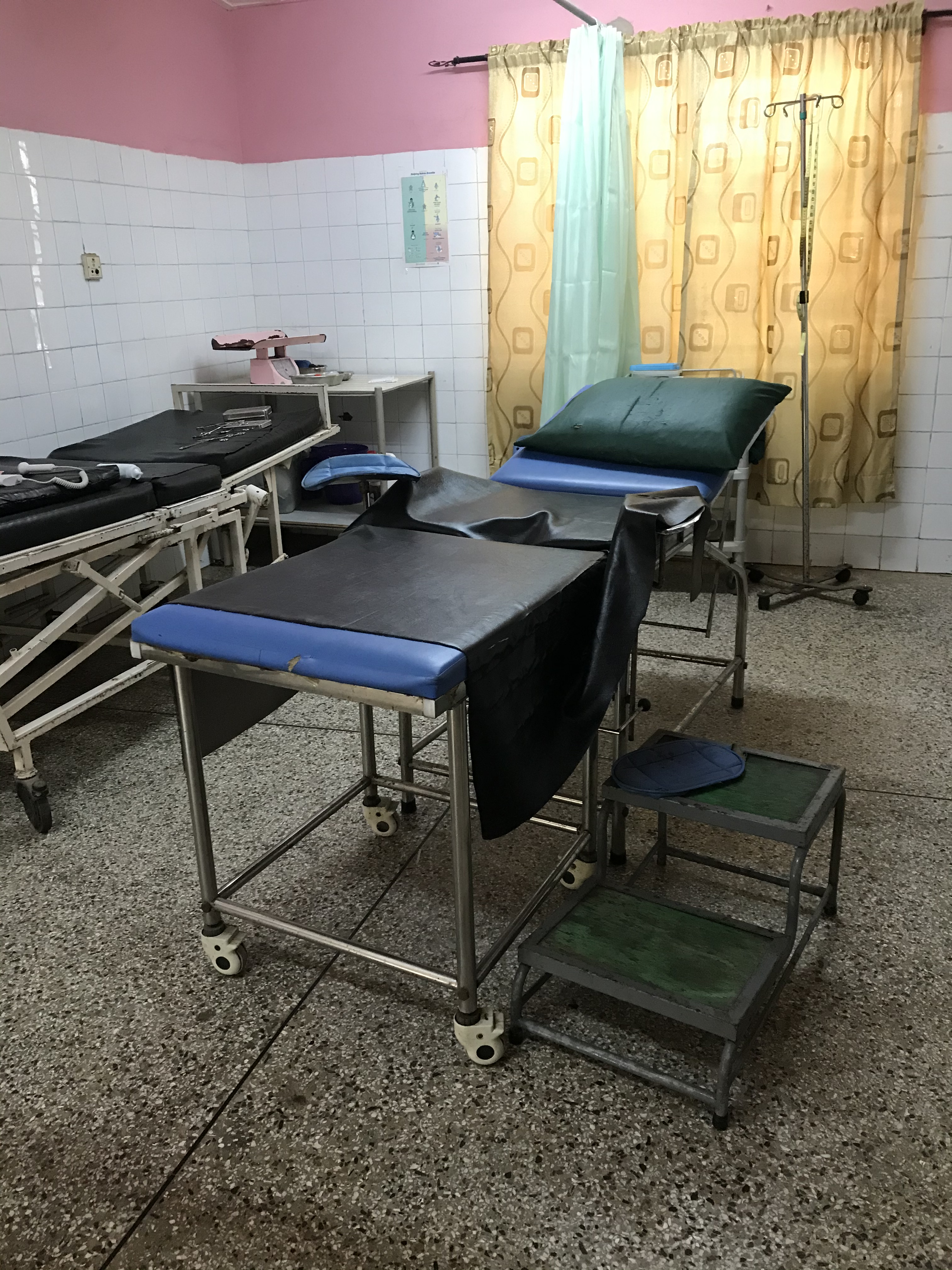
بخش زایمان در شهرداری کتوساوت.

بیشتر زنان غنایی در خانه و با کمک ماماهای سنتی زایمان می‌کنند و در موارد زایمان‌های پیچیده به بیمارستان ارجاع داده می‌شوند. اگرچه بیشتر زایمان‌ها با کمک ماماهای سنتی انجام می‌شود، اما بیشتر زنان ترجیح می‌دهند با یک متخصص بهداشت زایمان کنند. موانع دستیابی به مراقبت‌های بهداشتی حرفه‌ای شامل هزینه‌های بالا، نبود حمل‌ونقل مناسب، مسافت‌های طولانی تا مراکز بهداشتی و وضعیت نامناسب جاده‌ها است. برخی از زنان نیز به دلیل شرم از پوشیدن لباس‌های مناسب، ترجیح می‌دهند در خانه زایمان کنند تا کسی نداند که آن‌ها از نظر مالی دچار مشکل هستند. تلاش‌هایی برای استفاده از تله‌پزشکی و سونوگرافی پرتابل صورت گرفته است، اما این روش‌ها به سیاست‌های ملی تبدیل نشده‌اند.

### تصمیم‌گیری
به‌طور کلی، مردان قدرت بیشتری در تصمیم‌گیری در جامعه غنایی دارند. در روند زایمان، شوهران و سرپرستان خانواده‌ها بیشتر تصمیم‌گیری‌ها را به همراه ماما اتخاذ می‌کنند و گاهی یک فالگیر هم در این تصمیم‌گیری‌ها مشارکت دارد. در طول زایمان، معمولاً شوهر تصمیم می‌گیرد که زایمان در کجا انجام شود، زیرا زن در حال زایمان به دلیل درد قادر به تفکر صحیح نیست، هرچند که سرپرست خانواده کلام نهایی را می‌زند. در برخی موارد، زنان، به ویژه کسانی که توانایی رفتن به بیمارستان را دارند، خود تصمیم می‌گیرند که در کجا زایمان کنند بدون آنکه منتظر تأیید شوهر یا سرپرست خانواده باشند.

### جفت
به‌طور سنتی، جفت در بیرون از خانه دفن می‌شود تا نشان دهد که اجداد خانواده نوزاد را پذیرفته‌اند.

## دوران پس از زایمان
زنان مسن‌تر در محله یا جامعه از زنان در دوران پس از زایمان مراقبت می‌کنند و به تمیز کردن نوزاد و ماساژ کمک می‌نمایند. مادران از زنان مسن‌تر در جامعه آموزش‌های مربوط به دوران پس از زایمان دریافت می‌کنند. در این دوره، تأکید زیادی بر سلامت و رفاه مادر و نوزاد می‌شود. شیردهی و اجتناب از رابطه جنسی در دوران پس از زایمان الزامی است. هم مادر و هم نوزاد با استفاده از کره شییا، روغن هسته پالم و دیگر روغن‌ها ماساژ می‌شوند. در این زمان، مهره‌هایی با رنگ‌ها و اندازه‌های مختلف به مچ دست، کمر و مچ پا بسته می‌شود تا رشد نوزاد را تحت نظر داشته باشند. زنان مسن‌تر همچنین کاسه‌ای از برنج، مخلوط‌ها، خاک سفید، اسفنج نرم و زغال را نگه می‌دارند. این اشیاء به عنوان محافظت از مشکلات سلامتی برای نوزاد و مادر شناخته می‌شوند.

## مراقبت از نوزاد
هنگامی که نوزادان به دنیا می‌آیند، به مدت هفت روز در داخل خانه نگه داشته می‌شوند، زیرا مردم غنا معتقدند که این دوره زمانی است که نوزاد در برابر آسیب‌های جسمی و روحی آسیب‌پذیرتر است. در این دوره، اعتقاد بر این است که کودک بین دنیای روحی و دنیای فیزیکی در حال رفت و آمد است و ممکن است در هر لحظه تصمیم بگیرد به دنیای روحی بازگردد. آن‌ها تا پایان هفت روز به عنوان "بیگانه" شناخته می‌شوند و پس از این مدت در یک مراسم نامگذاری مفصل به جامعه معرفی و پذیرفته می‌شوند، که به آن مراسم "خارج کردن" یا "Outdooring" گفته می‌شود.

### مراسم خارج کردن
در غنا، مراسم خارج کردن (به زبان گا: kpodziemo; اکانی: abadinto) یک مراسم سنتی نامگذاری نوزاد است. به‌طور سنتی این مراسم هشت روز پس از تولد کودک برگزار می‌شود که در آن والدین نوزاد خود را برای اولین بار «به بیرون» می‌برند و یک نام روز برای کودک انتخاب می‌کنند. باورهای فرهنگی بر این نکته تأکید دارند که پس از هشت روز، نوزاد احتمال زنده ماندن دارد و می‌تواند نامگذاری شود.
علاوه بر نام روز، مردم غنا معمولاً به نوزادان نام یکی از بستگان بزرگ‌تر، چه زنده و چه فوت‌شده، می‌دهند. در طول مراسم خارج کردن، پسران به ختنه می‌شوند و دختران گوش‌هایشان سوراخ می‌شود. در حال حاضر در غنا، بسیاری از این رسوم از جمله نامگذاری، ختنه و سوراخ کردن گوش‌ها بعد از تولد در بیمارستان انجام می‌شود و مراسم خارج کردن بیشتر به عنوان یک مراسم نمادین و جشن تولد برگزار می‌شود.

### ختنه
در گذشته، پسران در جامعه غنایی معمولاً به عنوان نوزاد ختنه نمی‌شدند. پسران معمولاً در زمان بلوغ، بین سنین ده تا چهارده سالگی، ختنه می‌شدند. مردم غنا معتقدند که ختنه نمایانگر پاکیزگی است و درد آن پسران را از نظر جسمی و روانی قوی‌تر می‌سازد. با پیشرفت پزشکی مدرن، اما کودکان پسر از چهار روز پس از تولد به‌طور معمول ختنه می‌شوند و این کار معمولاً در بیمارستان‌ها یا توسط وانزام‌ها، مردانی که در ختنه متخصص هستند، انجام می‌شود.

### کودکان روحی
«کودک روحی» در غنا به کودکی اطلاق می‌شود که ناتوان است و معتقدند که دارای قدرت‌های جادویی است که می‌تواند بدشانسی به همراه بیاورد. ناتوانی در غنا بسیار تابو است و تنها راه پذیرفته‌شده برای مواجهه با این مشکل، قتل این کودکان طبق مشورت با دکتر جادوگر است. کودکان روحی به نام‌های چیکچورو یا کینکریکو در منطقه کاسنا-نانکانا در شمال غنا شناخته می‌شوند. این کودکان عمدتاً از مناطق فقیر و روستایی هستند. با این حال، اگر کودک روحی به عنوان «خوب» شناخته شود، هیچ مجازاتی برای کودک یا خانواده او وجود ندارد.